# Verein für Leibesübungen von 1899 1992-1993
Questa voce raccoglie le informazioni riguardanti il Verein für Leibesübungen von 1899 nelle competizioni ufficiali della stagione 1992-1993.

## Stagione
Nella stagione 1992-1993 l'Osnabrück, allenato da Hubert Hüring e Hans-Dieter Schmidt, concluse il campionato di 2. Bundesliga al 20º posto. In Coppa di Germania l'Osnabrück fu eliminato agli ottavi di finale dall'Eintracht Francoforte.

## Rosa
| N. |                        | Ruolo | Calciatore        |
| -- | ---------------------- | ----- | ----------------- |
|    | Germania (bandiera)    | P     | Uwe Brunn         |
|    | Polonia (bandiera)     | P     | Mirosław Dreszer  |
|    | Stati Uniti (bandiera) | P     | Matthew McKenna   |
|    | Germania (bandiera)    | P     | Christof Rekers   |
|    | Germania (bandiera)    | D     | Mirko Baschetti   |
|    | Germania (bandiera)    | D     | Dirk Gellrich     |
|    | Germania (bandiera)    | D     | Andreas Golombek  |
|    | Croazia (bandiera)     | D     | Zvezdan Pejović   |
|    | Germania (bandiera)    | D     | Jan Sievers       |
|    | Polonia (bandiera)     | D     | Jerzy Wijas       |
|    | Germania (bandiera)    | C     | Timo Becker       |
|    | Russia (bandiera)      | C     | Igor Bulanov      |
|    | Paesi Bassi (bandiera) | C     | Jean-Paul de Jong |
|    | Germania (bandiera)    | C     | Thomas Grether    |
|    | Germania (bandiera)    | C     | Christian Greve   |

| N. |                       | Ruolo | Calciatore           |
| -- | --------------------- | ----- | -------------------- |
|    | Polonia (bandiera)    | C     | Krzysztof Hetmański  |
|    | Germania (bandiera)   | C     | Dirk Hofmann         |
|    | Germania (bandiera)   | C     | Holger Karp          |
|    | Germania (bandiera)   | C     | Gerhard Kisslinger   |
|    | Germania (bandiera)   | C     | Carsten Marquardt    |
|    | Germania (bandiera)   | C     | Ronald Maul          |
|    | Germania (bandiera)   | C     | Ralph Müller-Gesser  |
|    | Portogallo (bandiera) | C     | Paolo da Palma       |
|    | Germania (bandiera)   | C     | Wolfgang Schütte     |
|    | Germania (bandiera)   | C     | Michael Wirtz        |
|    | Germania (bandiera)   | C     | Claus-Dieter Wollitz |
|    | Germania (bandiera)   | A     | Ralf Balzis          |
|    | Germania (bandiera)   | A     | Frank Hartmann       |
|    | Germania (bandiera)   | A     | Fred Klaus           |
|    | Germania (bandiera)   | A     | Gerrit Meinke        |

## Organigramma societario
Area tecnica
- Allenatore: Hans-Dieter Schmidt
- Allenatore in seconda:
- Preparatore dei portieri:
- Preparatori atletici:

## Calciomercato

### Sessione estiva
| Acquisti | Acquisti            | Acquisti          | Acquisti |
| R.       | Nome                | da                | Modalità |
| -------- | ------------------- | ----------------- | -------- |
| C        | Jean-Paul de Jong   | Arminia Bielefeld |          |
| C        | Thomas Grether      | Stahl Brandeburgo |          |
| C        | Christian Greve     | ASC Schöppingen   |          |
| C        | Krzysztof Hetmański | Lubecca           |          |
| C        | Dirk Hofmann        | Borussia Dortmund |          |
| A        | Gerrit Meinke       | Arminia Bielefeld |          |
| C        | Paolo da Palma      | Oldenburg         |          |
| D        | Jerzy Wijas         | Lubecca           |          |

| Cessioni | Cessioni     | Cessioni               | Cessioni |
| R.       | Nome         | a                      | Modalità |
| -------- | ------------ | ---------------------- | -------- |
| C        | Ralf Heskamp | Eintracht Braunschweig |          |
| D        | Dirk Lellek  | Basilea                |          |
| D        | Ralf Voigt   | Wuppertal              |          |

### Sessione invernale
| Acquisti | Acquisti | Acquisti | Acquisti |
| R.       | Nome     | da       | Modalità |
| -------- | -------- | -------- | -------- |

| Cessioni | Cessioni | Cessioni | Cessioni |
| R.       | Nome     | a        | Modalità |
| -------- | -------- | -------- | -------- |

## Risultati

### 2. Bundesliga

#### Girone di andata
| Arbitro: | Strigel |

|                          |           |                                                 |
| Palma 7’ Meinke 67’, 69’ | Marcatori | 6’, 42’ Holze 11’ Geiger 75’ Dammeier 80’ Reich |

| Arbitro: | Weise |

|  |           |                      |
|  | Marcatori | 23’ Palma 78’ Meinke |

| Arbitro: | Best |

|           |           |             |
| Palma 23’ | Marcatori | 24’ Pröpper |

| Arbitro: | Brandt-Chollé |

|                        |           |  |
| Akpoborie 37’ Raab 45’ | Marcatori |  |

| Arbitro: | Prengel |

|                                                           |           |  |
| Golombek 21’ Grether 45’ Wollitz 59’, 75’, 89’ Meinke 87’ | Marcatori |  |

| Arbitro: | Willems |

|                           |           |                                    |
| Herzberger 87’ Müller 90’ | Marcatori | 39’ Klaus 78’ Meinke 90’ Hetmański |

| Arbitro: | Steinborn |

|            |           |            |
| Meinke 21’ | Marcatori | 70’ Preetz |

| Arbitro: | Fleske |

|             |           |  |
| Vorholt 24’ | Marcatori |  |

| Arbitro: | Fröhlich |

|                         |           |                     |
| Golombek 8’ Wollitz 59’ | Marcatori | 30’ (aut.) Golombek |

| Arbitro: | Haupt |

|                                   |           |  |
| Driller 29’ Aerdken 89’ Gatti 90’ | Marcatori |  |

| Arbitro: | Kiefer |

|               |           |            |
| Hetmański 36’ | Marcatori | 67’ Basler |

| Arbitro: | Gläser |

|               |           |           |
| Quedraogo 44’ | Marcatori | 41’ Palma |

| Arbitro: | Jansen |

|                 |           |  |
| Meinke 64’, 90’ | Marcatori |  |

| Lipsia 5 settembre 1992, ore 15:30 CEST 14ª giornata | VfB Lipsia | 0 – 0 referto | Osnabrück | Zentralstadion (1 860 spett.)\| Arbitro: \| Leimert \| |
| Arbitro:                                             | Leimert    |               |           |                                                        |

| Arbitro: | Brandauer |

|             |           |  |
| Wollitz 17’ | Marcatori |  |

| Arbitro: | Wagner |

|            |           |  |
| Präger 47’ | Marcatori |  |

| Arbitro: | Assenmacher |

|             |           |           |
| Sievers 21’ | Marcatori | 23’ Hangl |

| Arbitro: | Ziller |

|                         |           |  |
| Schmidt 15’ Schlünz 85’ | Marcatori |  |

| Arbitro: | Frey |

|                                       |           |              |
| Meinke 12’, 33’ Palma 48’ Wollitz 90’ | Marcatori | 22’ Breitzke |

| Arbitro: | Funken |

|            |           |                                     |
| Meinke 32’ | Marcatori | 24’ Wójcicki 27’ Đelmaš 28’ Sirocks |

| Arbitro: | Schmidt |

|                 |           |                                  |
| Drulák 87’, 90’ | Marcatori | 55’ Grether 62’ Wollitz 72’ Karp |

| Arbitro: | Müller |

|             |           |        |
| Grether 41’ | Marcatori | 4’ Epp |

| Arbitro: | Strigel |

|                  |           |  |
| Rraklli 28’, 78’ | Marcatori |  |

#### Girone di ritorno
| Arbitro: | Malbranc |

|                       |           |  |
| Fiebich 42’ Holze 53’ | Marcatori |  |

| Arbitro: | Weber |

|                                   |           |                                      |
| Wollitz 7’ Golombek 37’ Wijas 86’ | Marcatori | 2’ Torunarigha 57’ Veit 75’ Heidrich |

| Arbitro: | Krug |

|            |           |  |
| Gemein 74’ | Marcatori |  |

| Arbitro: | Schmidt |

|             |           |                                         |
| Hofmann 83’ | Marcatori | 12’ Holetschek 44’ Molata 71’ Schreiber |

| Arbitro: | Fischer |

|                                    |           |  |
| Kirsten 22’ Lasser 42’ Hofmann 50’ | Marcatori |  |

| Arbitro: | Weise |

|             |           |            |
| Wollitz 76’ | Marcatori | 70’ Wagner |

| Arbitro: | Funken |

|                       |           |  |
| Preetz 68’ Sailer 90’ | Marcatori |  |

| Arbitro: | Hauer |

|                             |           |  |
| Meinke 12’, 31’ Grether 45’ | Marcatori |  |

| Arbitro: | Aust |

|                                    |           |           |
| Hubner 19’ Pförtner 40’ Maciel 76’ | Marcatori | 80’ Klaus |

| Arbitro: | Boos |

|                     |           |                   |
| Wijas 4’ Meinke 63’ | Marcatori | 30’, 63’ Järvinen |

| Arbitro: | Scheuerer |

|                                              |           |  |
| Lünsmann 12’, 63’ Basler 59’ Scheinhardt 82’ | Marcatori |  |

| Arbitro: | Berg |

|                            |           |                  |
| Palma 34’ Wollitz 53’, 54’ | Marcatori | 66’ Hartenberger |

| Arbitro: | Merk |

|            |           |  |
| Probst 57’ | Marcatori |  |

| Arbitro: | Buchhart |

|            |           |             |
| Balzis 39’ | Marcatori | 54’ Lindner |

| Arbitro: | Best |

|             |           |           |
| Tönnies 75’ | Marcatori | 80’ Palma |

| Arbitro: | Haupt |

|            |           |                        |
| Balzis 58’ | Marcatori | 10’ Deffke 31’ Brandts |

| Arbitro: | Müller |

|             |           |            |
| Allievi 63’ | Marcatori | 62’ Balzis |

| Arbitro: | Lange |

|                       |           |  |
| Sievers 39’ Palma 47’ | Marcatori |  |

| Arbitro: | Brandauer |

|                                       |           |            |
| Brøgger 12’ Albertz 15’ Hutwelker 78’ | Marcatori | 58’ Balzis |

| Arbitro: | Wagner |

|                     |           |             |
| Schjønberg 71’, 82’ | Marcatori | 64’ Wollitz |

| Arbitro: | Kemmling |

|                       |           |           |
| Sievers 50’ Klaus 74’ | Marcatori | 40’ Linke |

| Arbitro: | Steinborn |

|                        |           |                                 |
| Wüllbier 23’ Bobic 64’ | Marcatori | 34’ Greve 53’ Palma 57’ Grether |

| Arbitro: | Theobald |

|                                       |           |                       |
| Sievers 49’ Marquardt 63’ Grether 81’ | Marcatori | 37’ Seeliger 68’ Todt |

### Coppa di Germania
| Arbitro: | Schäfer |

|  |           |                                                          |
|  | Marcatori | 12’ Palma 23’ Meinke 25’, 50’, 60’ Hetmański 81’ Wollitz |

| Arbitro: | Scheuerer |

|                                                  |           |             |
| Karp 47’ Wollitz 60’ (rig.) Meinke 63’ Palma 87’ | Marcatori | 44’ Steffen |

| Arbitro: | Best |

|                                  |           |            |
| Kruse 15’ Okocha 45’ Schmitt 67’ | Marcatori | 40’ Meinke |

## Statistiche

### Statistiche di squadra
| Competizione      | Punti | In casa | In casa | In casa | In casa | In casa | In casa | In trasferta | In trasferta | In trasferta | In trasferta | In trasferta | In trasferta | Totale | Totale | Totale | Totale | Totale | Totale | DR |
| Competizione      | Punti | G       | V       | N       | P       | Gf      | Gs      | G            | V            | N            | P            | Gf           | Gs           | G      | V      | N      | P      | Gf     | Gs     | DR |
| ----------------- | ----- | ------- | ------- | ------- | ------- | ------- | ------- | ------------ | ------------ | ------------ | ------------ | ------------ | ------------ | ------ | ------ | ------ | ------ | ------ | ------ | -- |
| 2. Bundesliga     | 41    | 23      | 10      | 9       | 4       | 46      | 31      | 23           | 4            | 4            | 15           | 17           | 41           | 46     | 14     | 13     | 19     | 63     | 72     | -9 |
| Coppa di Germania | -     | 1       | 1       | 0       | 0       | 4       | 1       | 2            | 1            | 0            | 1            | 7            | 3            | 3      | 2      | 0      | 1      | 11     | 4      | +7 |
| Totale            | 41    | 24      | 11      | 9       | 4       | 50      | 32      | 25           | 5            | 4            | 16           | 24           | 44           | 49     | 16     | 13     | 20     | 74     | 76     | -2 |

### Andamento in campionato
| Giornata  | 1  | 2  | 3 | 4  | 5  | 6 | 7 | 8  | 9 | 10 | 11 | 12 | 13 | 14 | 15 | 16 | 17 | 18 | 19 | 20 | 21 | 22 | 23 | 24 | 25 | 26 | 27 | 28 | 29 | 30 | 31 | 32 | 33 | 34 | 35 | 36 | 37 | 38 | 39 | 40 | 41 | 42 | 43 | 44 | 45 | 46 |
| --------- | -- | -- | - | -- | -- | - | - | -- | - | -- | -- | -- | -- | -- | -- | -- | -- | -- | -- | -- | -- | -- | -- | -- | -- | -- | -- | -- | -- | -- | -- | -- | -- | -- | -- | -- | -- | -- | -- | -- | -- | -- | -- | -- | -- | -- |
| Luogo     | C  | T  | C | T  | C  | T | C | T  | C | T  | C  | T  | C  | T  | C  | T  | C  | T  | C  | C  | T  | C  | T  | T  | C  | T  | C  | T  | C  | T  | C  | T  | C  | T  | C  | T  | C  | T  | C  | T  | C  | T  | T  | C  | T  | C  |
| Risultato | P  | V  | N | P  | V  | V | N | P  | V | P  | N  | N  | V  | N  | V  | P  | N  | P  | V  | P  | V  | N  | P  | P  | N  | P  | P  | P  | N  | P  | V  | P  | N  | P  | V  | P  | N  | N  | P  | N  | V  | P  | P  | V  | V  | V  |
| Posizione | 22 | 11 | 9 | 16 | 10 | 7 | 8 | 13 | 9 | 13 | 12 | 10 | 9  | 10 | 9  | 10 | 9  | 12 | 10 | 12 | 9  | 9  | 11 | 12 | 12 | 15 | 16 | 18 | 19 | 19 | 19 | 20 | 20 | 20 | 20 | 20 | 20 | 20 | 20 | 20 | 20 | 20 | 20 | 20 | 20 | 20 |

Legenda:

Luogo: C = Casa; T = Trasferta. Risultato: V = Vittoria; N = Pareggio; P = Sconfitta.

### Statistiche dei giocatori
| Giocatore        | 2. Bundesliga | 2. Bundesliga | 2. Bundesliga | 2. Bundesliga | Coppa di Germania | Coppa di Germania | Coppa di Germania | Coppa di Germania | Totale   | Totale | Totale      | Totale     |
| Giocatore        | Presenze      | Reti          | Ammonizioni   | Espulsioni    | Presenze          | Reti              | Ammonizioni       | Espulsioni        | Presenze | Reti   | Ammonizioni | Espulsioni |
| ---------------- | ------------- | ------------- | ------------- | ------------- | ----------------- | ----------------- | ----------------- | ----------------- | -------- | ------ | ----------- | ---------- |
| R. Balzis        | 26            | 4             | 3             | 0             | 2                 | 0                 | 0                 | 0                 | 28       | 4      | 3           | 0          |
| M. Baschetti     | 33            | 0             | 5             | 0             | 3                 | 0                 | 2                 | 0                 | 36       | 0      | 7           | 0          |
| T. Becker        | 1             | 0             | 0             | 0             | 0                 | 0                 | 0                 | 0                 | 1        | 0      | 0           | 0          |
| U. Brunn         | 10            | 0             | 1             | 0             | 0                 | 0                 | 0                 | 0                 | 10       | 0      | 1           | 0          |
| I. Bulanov       | 6             | 0             | 2             | 0             | 1                 | 0                 | 0                 | 0                 | 7        | 0      | 2           | 0          |
| M. Dreszer       | 36            | 0             | 0             | 0             | 3                 | 0                 | 0                 | 0                 | 39       | 0      | 0           | 0          |
| D. Gellrich      | 18            | 0             | 4             | 0             | 0                 | 0                 | 0                 | 0                 | 18       | 0      | 4           | 0          |
| A. Golombek      | 34            | 3             | 8             | 2             | 0                 | 0                 | 0                 | 0                 | 34       | 3      | 8           | 2          |
| T. Grether       | 40            | 6             | 12            | 1             | 3                 | 0                 | 0                 | 0                 | 43       | 6      | 12          | 1          |
| C. Greve         | 22            | 1             | 1             | 0             | 3                 | 0                 | 0                 | 0                 | 25       | 1      | 1           | 0          |
| F. Hartmann      | 0             | 0             | 0             | 0             | 0                 | 0                 | 0                 | 0                 | 0        | 0      | 0           | 0          |
| K. Hetmański     | 38            | 2             | 6             | 2             | 2                 | 3                 | 0                 | 0                 | 40       | 5      | 6           | 2          |
| D. Hofmann       | 41            | 1             | 22            | 2             | 3                 | 0                 | 1                 | 0                 | 44       | 1      | 23          | 2          |
| H. Karp          | 30            | 1             | 2             | 0             | 2                 | 1                 | 0                 | 0                 | 32       | 2      | 2           | 0          |
| G. Kisslinger    | 6             | 0             | 1             | 0             | 0                 | 0                 | 0                 | 0                 | 6        | 0      | 1           | 0          |
| F. Klaus         | 29            | 3             | 1             | 0             | 1                 | 0                 | 0                 | 0                 | 30       | 3      | 1           | 0          |
| C. Marquardt     | 23            | 1             | 5             | 0             | 2                 | 0                 | 0                 | 0                 | 25       | 1      | 5           | 0          |
| R. Maul          | 1             | 0             | 0             | 0             | 0                 | 0                 | 0                 | 0                 | 1        | 0      | 0           | 0          |
| M. McKenna       | 0             | 0             | 0             | 0             | 0                 | 0                 | 0                 | 0                 | 0        | 0      | 0           | 0          |
| G. Meinke        | 45            | 14            | 5             | 0             | 3                 | 3                 | 0                 | 0                 | 48       | 17     | 5           | 0          |
| R. Müller-Gesser | 2             | 0             | 0             | 0             | 0                 | 0                 | 0                 | 0                 | 2        | 0      | 0           | 0          |
| P. Palma         | 34            | 9             | 17            | 1             | 3                 | 2                 | 0                 | 0                 | 37       | 11     | 17          | 1          |
| Z. Pejovic       | 1             | 0             | 1             | 0             | 0                 | 0                 | 0                 | 0                 | 1        | 0      | 1           | 0          |
| C. Rekers        | 0             | 0             | 0             | 0             | 0                 | 0                 | 0                 | 0                 | 0        | 0      | 0           | 0          |
| W. Schütte       | 0             | 0             | 0             | 0             | 0                 | 0                 | 0                 | 0                 | 0        | 0      | 0           | 0          |
| J. Sievers       | 26            | 4             | 6             | 0             | 2                 | 0                 | 0                 | 0                 | 28       | 4      | 6           | 0          |
| J. Wijas         | 36            | 2             | 8             | 1             | 2                 | 0                 | 0                 | 0                 | 38       | 2      | 8           | 1          |
| M. Wirtz         | 2             | 0             | 0             | 0             | 1                 | 0                 | 0                 | 0                 | 3        | 0      | 0           | 0          |
| C. Wollitz       | 44            | 12            | 14            | 0             | 3                 | 2                 | 1                 | 0                 | 47       | 14     | 15          | 0          |
| J. de Jong       | 14            | 0             | 2             | 0             | 0                 | 0                 | 0                 | 0                 | 14       | 0      | 2           | 0          |